# 마쓰마에 노리히로 (5대)
마쓰마에 노리히로(일본어: 松前矩広, 1660년 1월 6일 ~ 1721년 1월 18일)는 마쓰마에번의 5대 번주이다.
마쓰마에번의 4대 번주 마쓰마에 다카히로(松前高廣)의 맏아들로 태어났다. 1665년 아버지의 사망으로 그 뒤를 이어 번주가 되었다. 1669년 샤쿠샤인 전쟁이 일어나자 친족인 마쓰마에 야스히로(松前泰廣)가 그를 보좌하여 에조 세력을 진압했다. 1716년, 차남이자 적자인 마쓰마에 도미히로(松前富廣)가 사망했기 때문에 일족에서 마쓰마에 구니히로(松前邦廣)를 양자로 들였다. 1721년에 사망했다.
| 전임 마쓰마에 다카히로 | 제5대 마쓰마에번 번주 1665년 ~ 1720년 | 후임 마쓰마에 구니히로 |